# Hole Hearted
Hole Hearted is een nummer van de Amerikaanse hardrockband Extreme. Het is de vierde en laatste single van hun tweede studioalbum I-Pornograffitti uit 1990. Op 30 september 1991 werd het nummer eerst in de VS en Canada op single uitgebracht. Op 30 seotember volgden Europa, Australië en Nieuw-Zeeland.

## Achtergrond
Net als voorganger More Than Words, is ook "Hole Hearted" een akoestische ballade. Door het succes van de voorganger wist ook deze  plaat de hitlijsten te bestormen, maar het succes werd niet geëvenaard. In  thuisland de VS behaalde de plaat de 4e positie in de Billboard Hot 100, in Canada de 2e, Australië de 24e, Nieuw-Zeeland de 8e, Zweden de 30e, Duitsland de 48e, Finland de 23e, de Eurochart Hot 100 de 32e, Ierland de 9e en in het Verenigd Koninkrijk de 12e positie in de UK Singles Chart. 
In Nederland was de plaat op vrijdag 18 oktober 1991 Veronica Alarmschijf op Radio 3 en werd mede hierdoor een radiohit in de destijds twee landelijke hitlijsten op de nationale publieke popzender. De plaat bereikte de 12e positie in de 
Nederlandse Top 40 en piekte op de 9e positie in de Nationale Top 100.
In België bereikte de plaat de 44e positie in de voorloper van de Vlaamse Ultratop 50. In zowel de Vlaamse Radio 2 Top 30 als de voorloper van de Waalse Ultratop 50 werd géén notering behaald.    